# Чэнтоу
«Чэнто́у» (кит. упр. 城投, пиньинь Chéngtóu; употребляется также неточный вариант «Ценг Тоу») — профессиональный китайский хоккейный клуб из города Гирин, основанный в 2017 году. Название клуба происходит от аббревиатуры его владельца «Гирин город строительный холдинг» (吉林市城市建设控股集团).
С сезона 2017/2018 годов команда выступает в Высшей Хоккейной Лиге.

## История
Клуб образован в 2017 в рамках популяризации хоккея в Китае и стал независимой командой, а не чьим-либо фарм-клубом.

### ВХЛ
В 2017 по политическим мотивам клуб был включён в состав участников ВХЛ. Главными действующими игроками команды стали россияне.

#### 2017—2018
Свой первый сезон в ВХЛ клуб закончил на 14-м месте и вошёл в плей-офф, где проиграл в первом раунде «Нефтянику» 0-4.

#### 2018—2019
Свой второй сезон клуб закончил на 15-м месте и вновь уверенно вошёл в плей-офф, где в первом раунде вновь, как и год назад, уступил «всухую» «Нефтянику» 0-3.

#### 2019—2020
Из-за пандемии коронавируса «Чэнтоу», как и остальные китайские команды, вынуждена была доигрывать остаток сезона 2019/2020 в России. Команда была явным аутсайдером и заняла последнее 34-е место в Чемпионате.

#### 2020—2021
Команда пропускает сезон 2020/21 из-за пандемии коронавируса.

## Выступления команды
В сезонах 2017/2018 и 2018/2019 смогли попасть в плей-офф ВХЛ.
В сезоне 2019/2020 команда впервые за всю историю своего существования не смогла пробиться в плей-офф ВХЛ.